# Anolis boettgeri
Anolis boettgeri är en ödleart som beskrevs av  George Albert Boulenger 1911. Anolis boettgeri ingår i släktet anolisar, och familjen Polychrotidae. Inga underarter finns listade i Catalogue of Life.